# Finlande au Concours Eurovision de la chanson 2018
La Finlande est l'un des quarante-trois pays participants du Concours Eurovision de la chanson 2018, qui se déroule à Lisbonne au Portugal. Le pays est représenté par la chanteuse Saara Aalto, choisie en interne par le diffuseur finlandais Yle. Elle interprète la chanson Monsters, sélectionnée via l'émission Uuden Musikiin Kilpailu 2018.
La Finlande se classe à la 25e place lors de la finale, avec 46 points.

## Sélection
Le pays a confirmé sa participation le 28 janvier 2017 en ouvrant la période de dépôt des candidatures pour sa sélection, l'Uuden Musikiin Kilpailu 2018 (UMK 2018).
S'il était initialement prévu de reconduire le format des années précédentes, avec plusieurs artistes participants, il a finalement été annoncé le 7 novembre 2017 que l'édition 2018 de l'UMK verrait de grands changements. En effet, la télévision Yle a finalement décidé de sélectionner son artiste en interne — pour la première fois de son histoire — et de n'utiliser l'UMK que pour la chanson. La Finlande sera donc représentée par Saara Aalto.
La chanson qu'elle interprètera sera choisie, le 3 mars 2018, par le télévote finlandais et un jury international parmi un panel de trois chansons.

### Chansons en compétition
Le 8 février 2018, Saara Aalto publie sur sa chaine YouTube la première chanson en compétition : il s'agit du titre Monsters. La sortie est accompagnée d'un clip réalisé et produit par la chaine Yle.
Le 15 février 2018 est publiée la deuxième chanson en compétition, Domino, ainsi que le clip vidéo.
La dernière chanson, Queens, a été présentée le 22 février 2018.

### UMK 2018
Uuden Musikiin Kilpailu 2018 est une émission de télévision finlandaise qui permettra de déterminer avec quelle chanson Saara Aalto représentera le pays à l'Eurovision. L'émission sera diffusée le 3 mars 2018 et sera présentée par Krista Siegfrids et Mikko Silvennoinen. La chanson gagnante est Monsters, qui sera donc la chanson que Saara Aalto interprètera lors de l'Eurovision 2018.
| Ordre | Artiste     | Chanson  | Auteurs/compositeurs                                                    | Jury | Télévote | Total | Place |
| ----- | ----------- | -------- | ----------------------------------------------------------------------- | ---- | -------- | ----- | ----- |
| 1     | Saara Aalto | Monsters | Saara Aalto, Joy Deb, Linnea Deb, Ki Fitzgerald                         | 88   | 95       | 183   | 1re   |
| 2     | Saara Aalto | Domino   | Saara Aalto, Thomas G:son, Bobby Ljunggren, Johnny Sanchez, Will Taylor | 84   | 75       | 159   | 2e    |
| 3     | Saara Aalto | Queens   | Saara Aalto, Farley Arvidsson, Charlie Walshe, Tom Aspaul               | 68   | 70       | 138   | 3e    |

## À l'Eurovision
La Finlande a participé à la première demi-finale, le 8 mai 2018. Recevant 108 points et terminant ainsi 10e, la Finlande se qualifie pour la finale du 12 mai, ramenant le pays en finale pour la première fois depuis 2014. Lors de la finale, Saara Aalto termine 25e avec 46 points.